# Ингибиторы фактора некроза опухоли

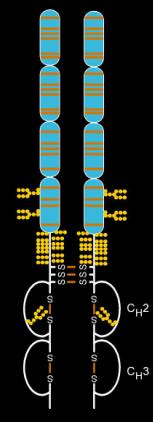
Гибридный белок этанерцепт.

Ингибиторы ФНО (TNF-ингибиторы) — молекулы, в первую очередь искусственно синтезированные, способные ингибировать активность провоспалительного цитокина ФНО (Фактор некроза опухоли, англ. TNF) и тем самым влиять на симптомы ряда заболеваний.
Способность ингибировать ФНО имеют моноклональные антитела, такие как инфликсимаб и адалимумаб, а также гибридные белки, например, этанерцепт. Эти лекарственные препараты широко используются в качестве средств для лечения псориаза. Половину мирового рынка антипсориатических средств занимают ингибиторы ФНО.
Среди побочных эффектов ингибиторов ФНО выделяют опасность развития оппортунистических инфекций, это было отмечено FDA.